# Sedenia aspasta
Sedenia aspasta is een vlinder van de familie van de grasmotten (Crambidae). De wetenschappelijke naam van deze soort is voor het eerst voorgesteld door Edward Meyrick in een publicatie uit 1887.
De soort komt voor in Australië.